# Eenvoud
Eenvoud is een single van de Nederlandse popgroep Het Goede Doel uit 1983. Het stond in hetzelfde jaar als eerste track op het album Tempo doeloe.

## Achtergrond
Eenvoud is geschreven door Henk Temming en Henk Westbroek en geproduceerd door Okkie Huysdens. Het is een nederpoplied dat gaat over eenvoudigheid. Er worden in het nummer verschillende voorbeelden gegeven van niet moeilijk denken. De single is de eerste van het album, waarvan de volgende twee singles Brood en spelen en Geboren voor het geluk flopten. De B-kant van de single is Simpel, geschreven door dezelfde liedschrijvers. 

## Hitnoteringen
Het lied was succesvol is zowel Nederland als België. Het piekte op de vijfde plaats van de Nationale Hitparade en stond zeven weken in de lijst. In de zes weken dat het in de Nederlandse Top 40 stond, kwam het tot de elfde positie. De piekpositie in de Vlaamse Ultratop 50 was de 37e plek en het was twee weken in deze hitlijst te vinden. 